# محمد مسلم الحسيني
الدكتور محمد مسلم حمود ال عزام (الحسيني), عالم عراقي متخصص في بايولوجي الدم ومكتشف لقاعدة دوائية لعلاج أمراض فطريات الأحشاء الداخلية. ولد في مدينة الحلة مركز محافظة بابل العراقية عام 1952م ويتحدر من عائلة تهتم بالعلم والمعرفة حيث كان والده، آية الله السيد مسلم الحسيني الحلي، أستاذا لبحث الخارج في الحوزة الدينية في مدينة النجف، وعمّه عالم الآثار المعروف الأستاذ طه باقر.
تخرّج من كلية الطب عام 1977م ثم عمل طبيبا في بعض المستشفيات العراقية ثم التحق في كلية الضباط الاحتياط وتخرج برتبة ملازم طبيب وعين بعدها معيدًا في كليّة الطب قسم علم الأمراض في الجامعة المستنصرية ثم أكمل دراساته العليا في بعض الدول الغربية. حاز على شهادة الدكتوراه في العلوم الطبية عام 1987م من جامعة لوفان الكاثوليكية في بلجيكا ثم شهادة البورد الاختصاصي في بايولوجي الدم من مستشفى سان لوك الجامعي عام 1989م. كما حصل على شهادات اختصاص أخرى من جامعات أوربية مختلفة كالدبلوم العالي في أمراض المناطق الحارة من كلية الأطباء الملكية البريطانية في لندن وشهادة الدبلوم العالي في أمراض الفطريات من معهد ليوبولد العالمي في مدينة أنفيرس.
على الصعيد المهني عمل عضوا في دائرة البحوث الوطنية البلجيكية عام 1993م. حيث عرض نتائج أبحاثه من خلال العديد من المؤتمرات والمحافل العلمية العالمية خصوصا تلك التي أقيمت في أمريكا وبريطانيا وفرنسا وبلجيكا وأستراليا واليونان. أصبحت أبحاثه العلمية مصدرا هاما لكثير من البحوث وقد أشار لها وأستند عليها الكثير من العلماء والباحثين في أمراض الدم والمتخصصين في البايولوجيا. إضافة إلى بحوثه التي كان يجريها في مختبرات جامعة بروكسل الحرة وجامعة لوفان الكاثوليكية ومعهد ليوبولد العالمي لأمراض المناطق الحارة، فقد كان مشرفا على بحوث بعض طلبة الدراسات العليا في تلك المؤسسات الجامعيّة. تعيّن أستاذا جامعيا ورئيسا لقسم أمراض الدم في جامعة الإسراء الخاصة في مدينة عمان الأردنية عام 1996م، وأصبح رئيسا للجنة العلمية فيها. بعد عودته إلى بلجيكا عام 1999م عمل طبيبا استشاريا في بايولوجي الدم في مستشفيات براكوبس وبروكمان وإكسيل الجامعية في مدينة بروكسل.
كان الدكتور الحسيني طموحا في نقل خدماته الطبية وخبراته العلمية إلى البلدان العربية حيث وقع عقدا مع جامعة الفاتح في ليبيا للتدريس في كلية الطب في قسم الأمراض كما وقع عقدا مماثلا مع مستشفى الجلاء للأطفال في العاصمة الليبية طرابلس، الاّ انه لم يمكث هناك طويلا بسبب إستدعائه ليتسنم إدارة مختبر مستشفى إيتيربيك في بروكسل.
إضافة إلى بحوثه الطبية التي نشرت في مختلف المجلات العلمية العالمية فقد كتب بحوثا سياسية واجتماعية وأدبية وعلمية أخرى في صحف ومجلات عربية وأجنبية. استضافته بعض الفضائيات العربية والغربية من أجل الاستشارة والاستبيان في مختلف المواضيع العلمية والاجتماعية والسياسية، كما استضافته وسائل الإعلام المسموعة والعديد من الصحف العربية والأجنبية.
تتسم كتابات الدكتور الحسيني بالجمال والرقة وبأسلوب السهل الممتنع. كتاباته السياسية تحوي الكثير من الرؤى الاستشرافية التي تحققت معانيها عبر الأحداث ومسيرة الزمن. أما كتاباته الاجتماعية فقد تضمنت إشارات عميقة ورؤى علمية تطرح لأول مرّة، بينما تجلت الفلسفة والحكمة في كتاباته الأدبية وقصائده الشعرية. يتكلم الدكتور الحسيني بطلاقة العديد من اللغات الأجنبية كالإنكليزية والهولندية والفرنسية والألمانية والبولونية إضافة إلى لغته الأم العربية.

## الإطروحات العلمية
•تكوّن خلايا الدم في حالة الالتهابات. «رسالة الدكتوراه في علم الأمراض » جامعة لوفان الكاثوليكية. بلجيكا. 1987م.
•استخدام بلازما الدم بعد الالتهاب في علاج أمراض الفطريات. «أطروحة الدبلوم العالي في أمراض الفطريات ». معهد ليوبولد العالمي للأمراض المتوطنة. مدينة أنفيرس. بلجيكا. 1988م.
•دراسة في زراعة مكونات الأقراص الدموية. «أطروحة البورد في بايولوجي أمراض الدم». مستشفى سان لوك الجامعي بروكسل. بلجيكا. 1989م.
• تأثير الضغوط النفسيّة على صحة الإنسان. «أطروحة الدكتوراه في الطب». جامعة لوفان الكاثوليكية. بلجيكا. 1991م.

## من أبحاثه الطبيّة
• مكونات الأقراص الدموية. منشورة في « مجلة الدم» الصادرة في فرنسا 1985م. العدد 27 ص33. 
• تحرير العوامل المحفزة لتكوين خلايا الدم البيضاء في حالة الالتهابات. منشورة في «مجلة الدم الأوربية» الصادرة في السويد.1990م. العدد 45 ص 244-249.
• تنظيم تكوين خلايا الدم البيضاء في الالتهابات الحادة. منشورة في «مجلة تكاثر الخلايا» الصادرة في بريطانيا 1991م. العدد 24 ص181-190.
• خلايا الدم اللمفية المعيقة لتكوين خلايا الدم البيضاء. منشورة في «المجلة العالمية لاستنساخ الخلايا» الصادرة في أمريكا. 1991م. العدد 9 ص 134-143.
• الغرف الناضحة المزروعة داخل البطن ودراسة سلوك الخلايا الجذعية فيها. منشورة في «مجلة العرض الطبي» الصادرة في بلجيكا. 1991. العدد 12 ص 272-267.
•دراسة مقارنة على تكوين خلايا الدم البيضاء في الفيران المصابة بالسرطان والفيران غير المصابة. منشورة في «مجلة الداخل» الصادرة في اليونان. 1992. العدد 6 ص 45-48.
• إعاقة تكوين خلايا الدم البيضاء. منشورة في «مجلة وسائط الالتهابات» الصادرة في هولندا. 1992م. العدد 1 ص 171-175.
• سلوك خلايا الدم السرطانية. منشورة في «مجلة بحوث ضد السرطان». 1992م. العدد 12 ص 1844.
• قواعد دوائية لفطريات الأحشاء. منشورة في «مجلة الفطريات» الصادرة في ألمانيا الغربية. 1994م. العدد 37 ص 93-99.
• تأثير الخلايا اللمفية القاتلة على تكوين كريات الدم الحمراء في الحبل السري. 1994 منشورة في «مجلة الدم البريطانية» الصادرة في لندن. 1994م. العدد 87. ص 97.
• منع تكوين خلايا الدم الحمراء بالخلايا اللمفية القاتلة. منشورة في «مجلة الدم التجريبي» الصادرة في أمريكا. 1995م. العدد 23 ص 1187-1191.

## أهم الأبحاث العلمية والاجتماعية المنشورة
• جنون العظمة
• نظرة تحليلية جديدة في ازدواج الشخصيّة
• بواعث الإحساس عند الإنسان
• حرائق العولمة
• حمّى الأرض
• تأثير الأزمات السياسيّة المعاصرة على حالة المجتمع العراقي
•حصانة النفس من الأرهاب
•السياسيون وعقد الشخصيّة

## من كتاباته السياسيّة
• الوعي والديمقراطية
• الحرب وأركان الحضارة
• مشكلات في الديمقراطية
•الديمقراطية والإسلام
•هل الديمقراطية عند العرب تعني حروبا أهلية؟
•إخفاق سياسة أمريكا في العراق، الدواعي والأسباب؟
•صراع حضارات أم صراع حضارة؟

## من كتاباته الأدبية في القصة القصيرة والرواية
• رهان في ساحل النورماندي
• بين الجاذبية والنسبية
• دموع تحت أغصان الصفصاف
•المأزق
•رحلة إلى عين البحر

## الجمعيات العلمية والاجتماعية التي انتمى اليها
•عضو في جمعية أمراض الدم العالمية.
•عضو في جمعية أمراض الدم الأوربية.
•عضو في جمعية أمراض الدم البلجيكية.
•عضو في جمعية أمراض الفطريات العالمية.
•عضو في نقابة الأطباء البلجيكية.
•رئيس رابطة العراقيين في بلجيكا.